# Iuliu Anca (aviator)
Iuliu Anca (n. secolul al XX-lea – d. secolul al XX-lea) a fost un pilot român de aviație, as al Aviației Române din cel de-al Doilea Război Mondial.
Sublocotenentul av. Iuliu Anca a fost decorat cu Ordinul Virtutea Aeronautică de război cu spade, clasa Crucea de Aur (4 noiembrie 1941) „pentru eroismul dovedit în lupta aeriană dela Dalnik, când a doborît un avion inamic și pentru curajul arătat în cele 31 misiuni pe front”, și clasa Crucea de Aur cu prima și a doua baretă (1 iulie 1942) pentru că era un „pilot temerar și priceput. A doborât în luptă aeriană trei avioane inamice. A executat 76 misiuni pe front”.
A fost înaintat la gradul de locotenent aviator la 20 martie 1943 și la gradul de căpitan aviator pe 23 ianuarie 1946, cu vechimea de la 16 iunie 1945.

## Decorații
- Ordinul „Virtutea Aeronautică” de Război cu spade, clasa Crucea de Aur (4 noiembrie 1941)[1]
- Ordinul „Virtutea Aeronautică” de război cu spade, clasa Crucea de Aur cu prima și a doua baretă (1 iulie 1942)[2]